# Saturnin Żebrowski

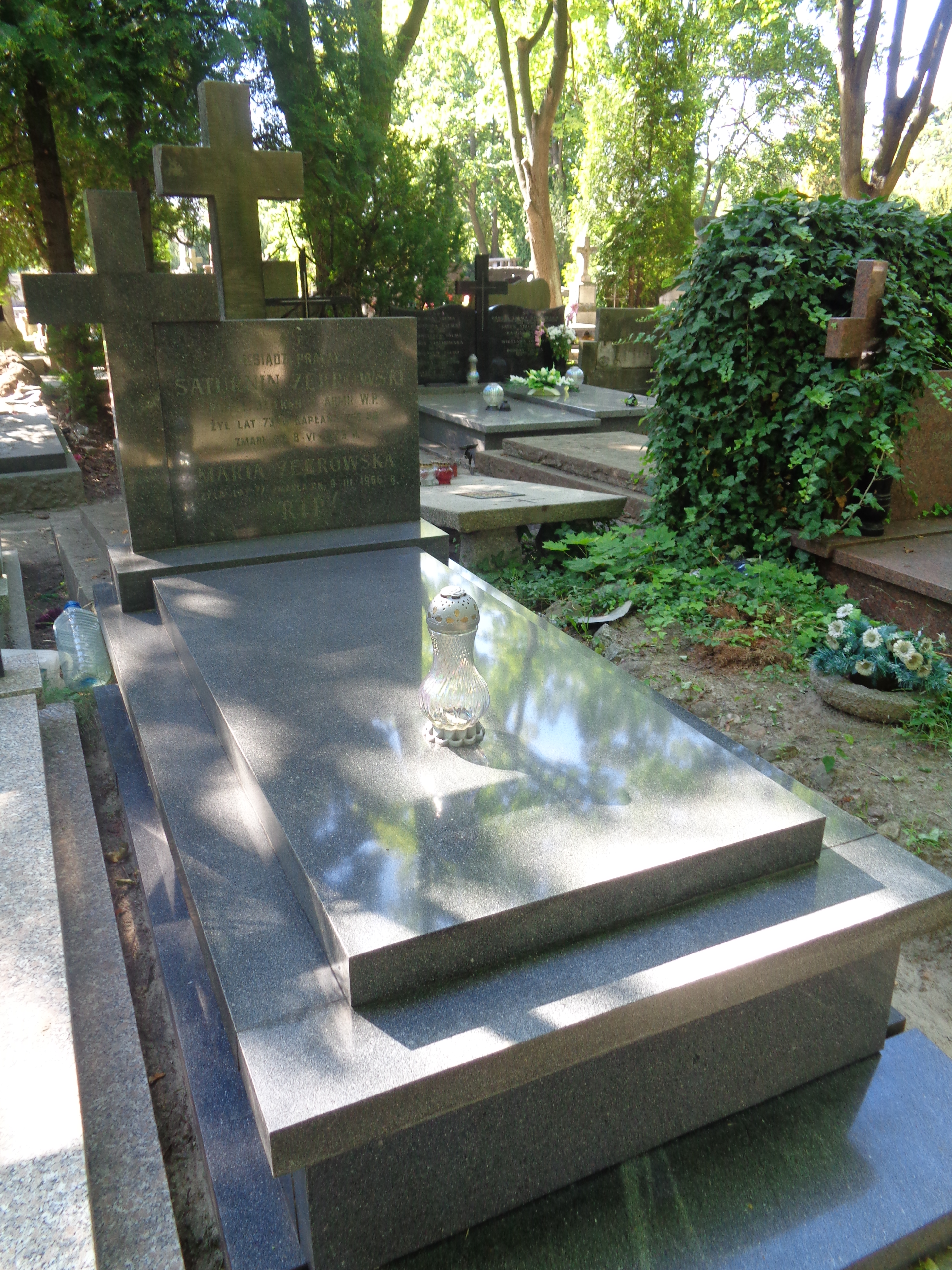
Grób ksiedza Saturnina Żebrowskiego na cmentarzu Powązkowskim

Saturnin Tadeusz Żebrowski (ur. 25 listopada 1904 we Włocławku, zm. 8 czerwca 1979 w Warszawie) – polski ksiądz katolicki, dziekan 2 Armii Ludowego Wojska Polskiego.

## Życiorys
W 1922 wstąpił do zakonu franciszkańskiego, 7 listopada 1926 złożył profesję uroczystą, 30 września 1928 przyjął święcenia kapłańskie. W zakonie przyjął imię Melchior. Na początku lat 30. popadł w kłopoty dyscyplinarne i od 1932 pracował w archidiecezji lwowskiej jako wikariusz, kolejno w Narajowie i od 1935 w Monasterzyskach, w 1937 został formalnie księdzem tej archidiecezji, w latach 1937-1940 pracował w Gołogórach, w latach 1940–1944 jako administrator parafii w Rudzie Brodzkiej.
W 1944 został kapelanem Ludowego Wojska Polskiego, od 8 sierpnia 1944 w 3 Brygada Artylerii Haubic. Od 15 września 1944 był dziekanem 2 Armii Wojska Polskiego, przeszedł z nią cały szlak bojowy. 20 listopada 1945 dziekanem Poznańskiego Okręgu Wojskowego i pozostał na tym stanowisku do 1952, chociaż pod koniec lat 40. ówczesny generalny dziekan LWP Wacław Pyszkowski zamierzał mianować go dziekanem Warszawskiego Okręgu Wojskowego (Saturnin Żebrowski nominacji tej nie przyjął).
W 1952 odszedł z duszpasterstwa wojskowego i w latach 1952–1970 był administratorem, a następnie proboszczem w parafii św. Walentego w Radlinie. W 1970 przeszedł na emeryturę i zamieszkał w Warszawie.
Został pochowany na cmentarzu Powązkowskim (kwatera 79-3-17).

## Ordery i odznaczenia
- Srebrny Krzyż Zasługi,
- Złoty Krzyż Zasługi,
- Krzyż Oficerski Orderu Odrodzenia Polski,
- Krzyż Walecznych
- Krzyż Walecznych
- Order Virtuti Militari[1].